# No stop
No stop è il ventesimo album del cantante siciliano Gianni Celeste, cantato in lingua napoletana, pubblicato nel 1996.

## Tracce
1. St'ammore arrubbato
2. Na mugliera gelusa
3. Ammore contro all'ammore
4. L'infermiera di notte
5. Dolce amica mia
6. Comme me piace
7. Eterni fidanzati
8. Na storia fernuta
9. Si tu poesia
10. Sotto sotto